# Žilinská univerzita v Žilině
Žilinská univerzita v Žilině (slovensky Žilinská univerzita v Žiline) je veřejná vysoká škola univerzitního typu se sídlem v Žilině.
Současným rektorem je od roku 2022 profesor Ján Čelko.

## Historie
V historii školy byla univerzita několikrát přejmenována a přestěhována z místa vzniku v Praze do Žiliny.
Vysoká škola železniční v Praze (VŠŽ) vznikla 1. října 1953 vyčleněním z Českého vysokého učení technického. Na začátku měla 4 fakulty:  Fakulta dopravní, Fakulta stavební, Fakulta strojnická, Fakulta elektrotechnická. Její součástí byla i Vojenská fakulta.
Postupem času vznikala potřeba připravovat inženýry i pro ostatní druhy dopravy, rozšiřoval se program výuky a v roce 1959 došlo k přejmenování na Vysokou školu dopravní v Praze.
V letech 1960–1962 byla VŠD přestěhována do Žiliny a její název byl změněn na Vysoká škola dopravná v Žiline. VŠD v Žilině měla dvě fakulty: Fakulta prevádzky a ekonomiky dopravy (PED), Fakulta strojnícka a elektrotechnická (SET). Součástí VŠD byla i Vojenská fakulta.
Rozvoj průmyslu, dopravy a spojů si vynutil i rozvoj Vysoké školy dopravní v širokém spektru. Vzniklo několik nových odborů dopravy jako např. letecká doprava, bloky a spoje, silniční a městská doprava, stavba mostů a tunelů, železniční doprava (je vlastně nejstarší a původní odbor) a mnoho dalších na fakultách PED a SET.
Od roku 1961 VŠD začala připravovat odborníky i pro rezort spojů, avšak k přejmenování školy se přistoupilo až v roce 1980 a VŠD byla přejmenovaná na Vysokou školu dopravy a spojov v Žiline (VŠDS).
V roce 1996 vzniká Žilinská univerzita v Žiline jako následovník VŠDS zákonem 324/1996 Sb. Univerzita rozšiřuje svůj profil původně technické vysoké školy o přírodní a humanitní vědy.

## Fakulty
V současnosti má univerzita sedm fakult (uvedeno ve slovenštině):
- Fakulta prevádzky a ekonomiky dopravy a spojov (FPEDaS)
  - Katedra cestnej a mestskej dopravy
  - Katedra ekonomiky
  - Katedra kvantitatívnych metód a hospodárskej informatiky
  - Katedra leteckej dopravy
  - Katedra vodnej dopravy
  - Katedra železničnej dopravy
  - Katedra spojov
- Strojnícka fakulta (SjF)
- Fakulta elektrotechniky a informačných technológií (FEIT)
- Stavebná fakulta (SvF)
- Fakulta riadenia a informatiky (FRI)
- Fakulta humanitných vied (FHV)
- Fakulta bezpečnostného inžinierstva (FBI)

Dále při univerzitě působí i tyto pracoviště a ústavy (uvedeno ve slovenštině):
- Rektorát
- Výskumný ústav vysokohorskej biológie
- Ústav znaleckého výskumu a vzdelávania
- Ústav informačných a komunikačných technológií
- Ústav telesnej výchovy
- Ústav celoživotného vzdelávania
- Ústav dopravy CETRA
- Univerzitná knižnica
- Vydavateľstvo EDIS
- Letecké vzdelávacie a výcvikové centrum
- Národné výcvikové centrum bezpečnosti v civilnom letectve
- Ústav konkurencieschopnosti a inovácií
- Stravovacie zariadenie
- Ubytovacie zariadenia Veľký diel a Hliny V.
- Univerzitné stredisko Zuberec
- Národná služba pre elektronickú spoluprácu škôl
- Centrum pre štrukturálne fondy EU
- Univerzitný vedecký park
- Výskumné centrum

## Fotogalerie

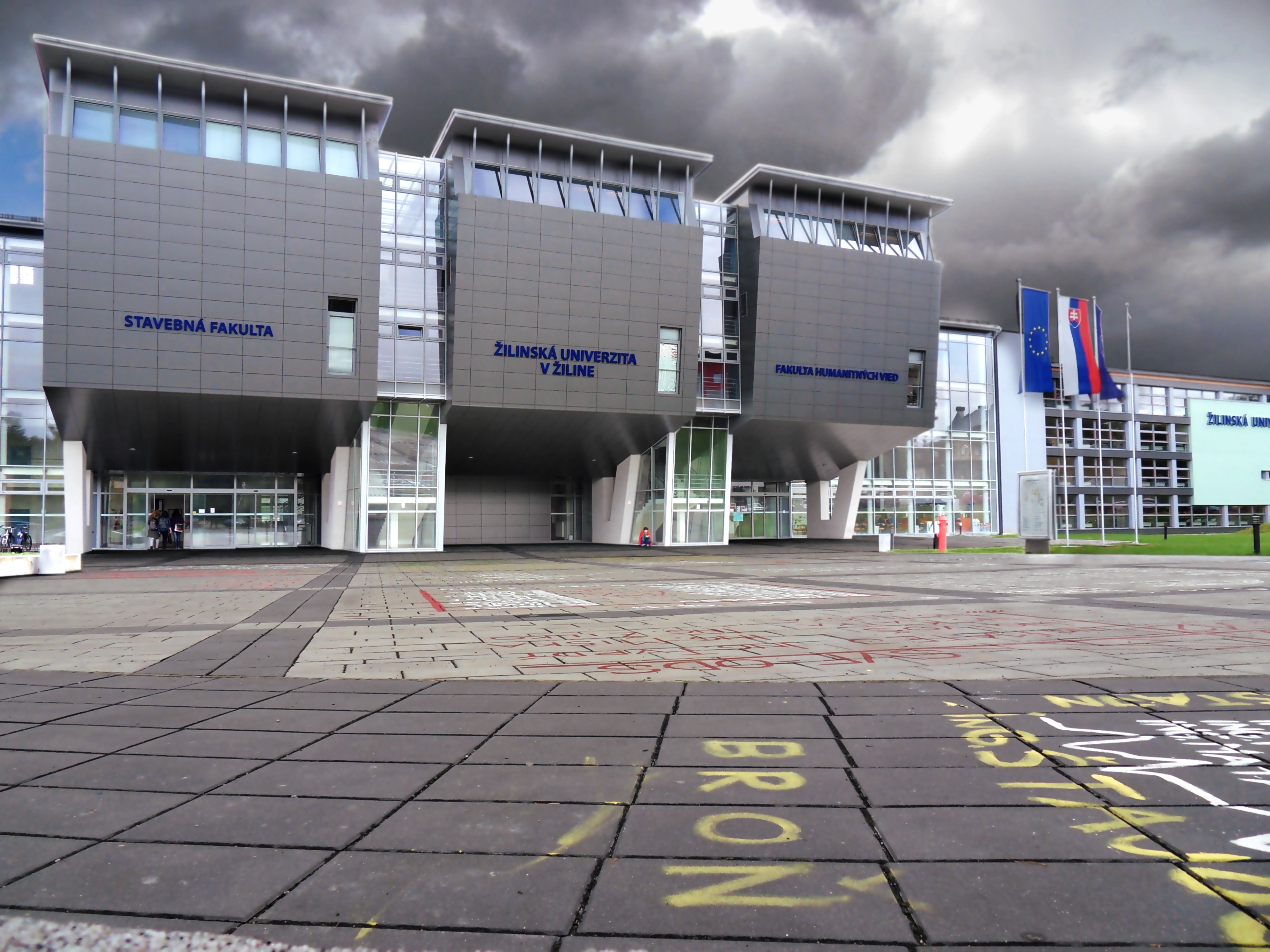
Nová budova stavební fakulty, fakulty humanitních věd a rektorátu
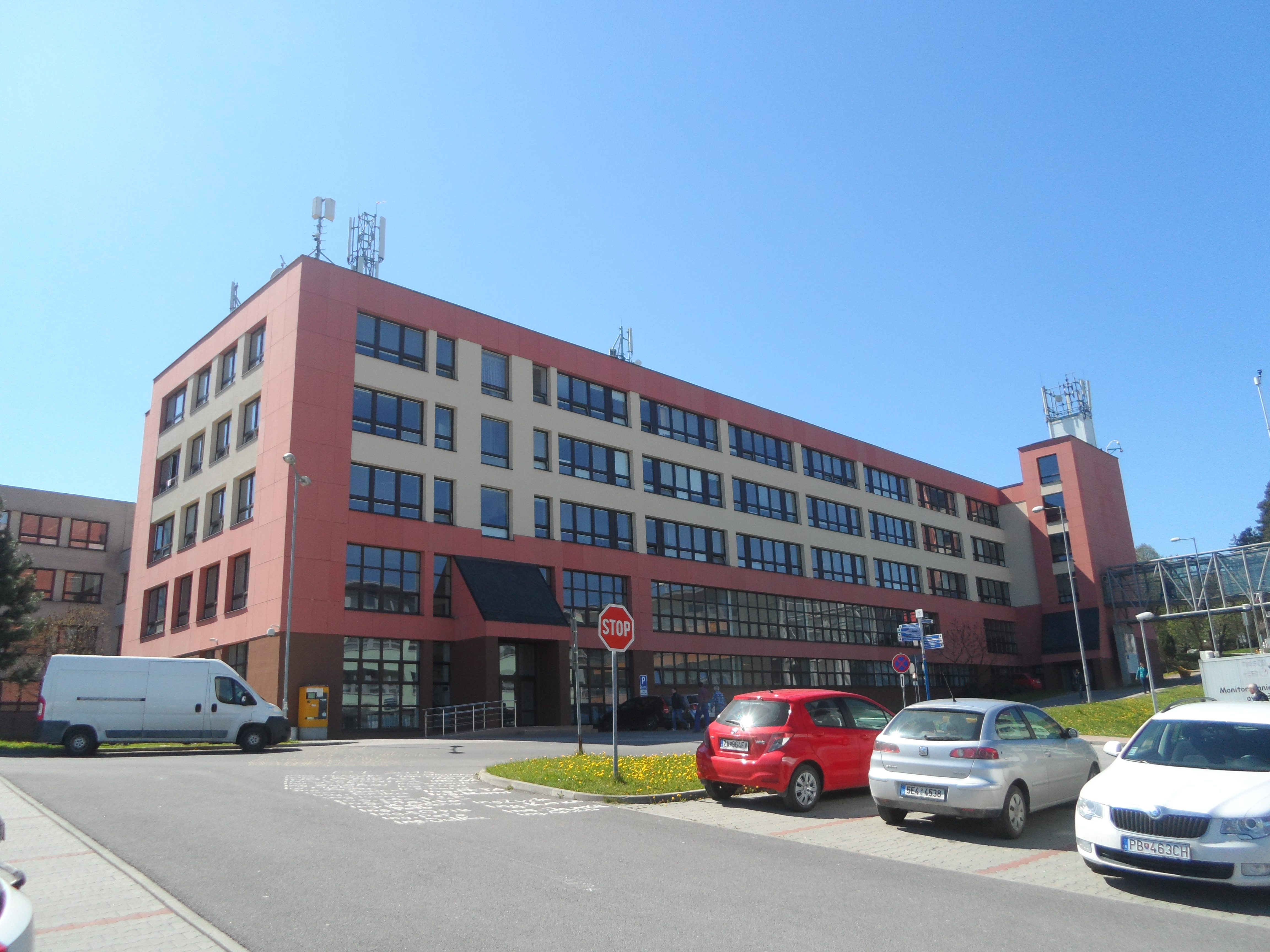
Budova fakulty prevádzky a ekonomiky dopravy a spojov
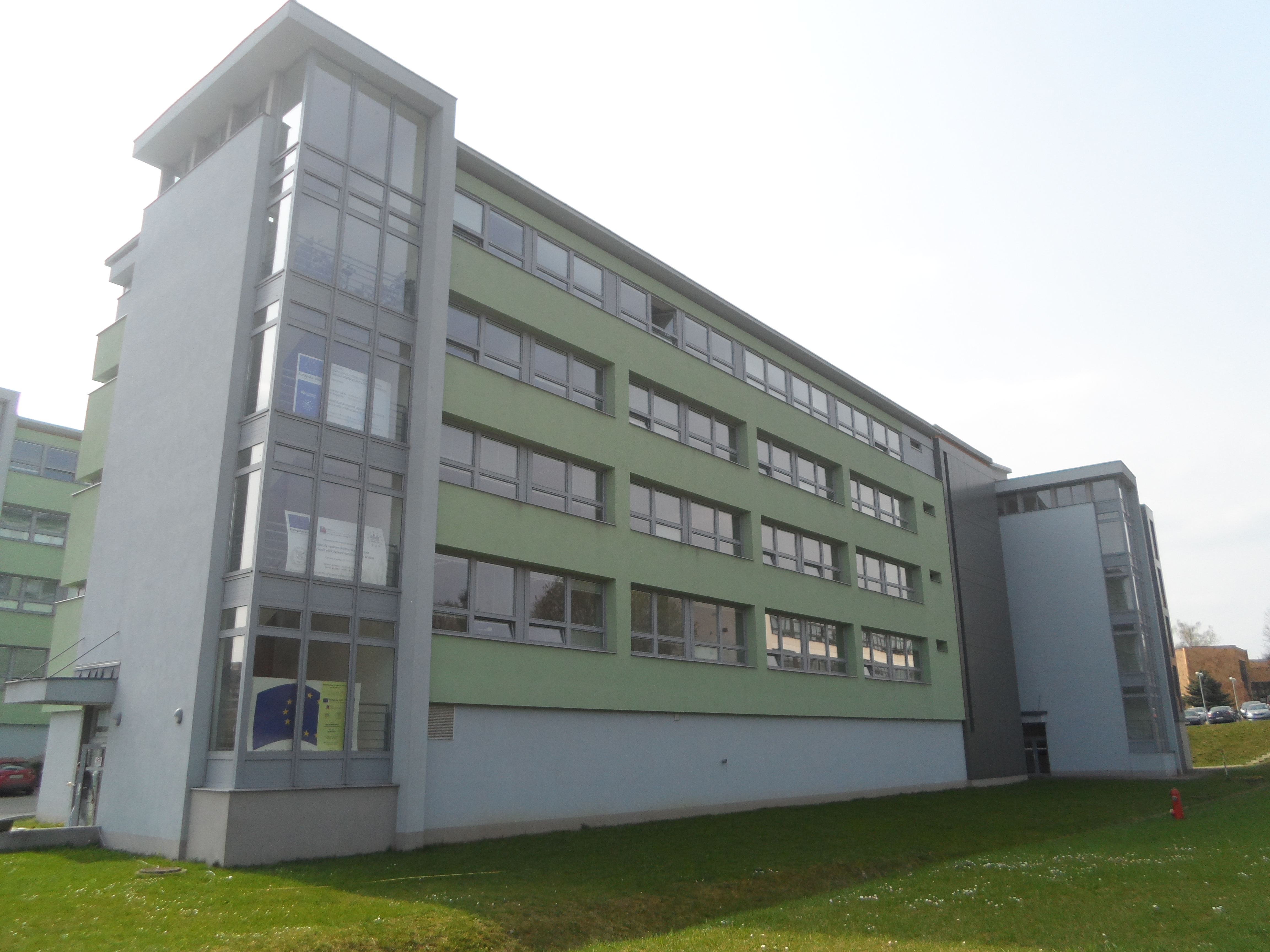
Budova stavební fakulty
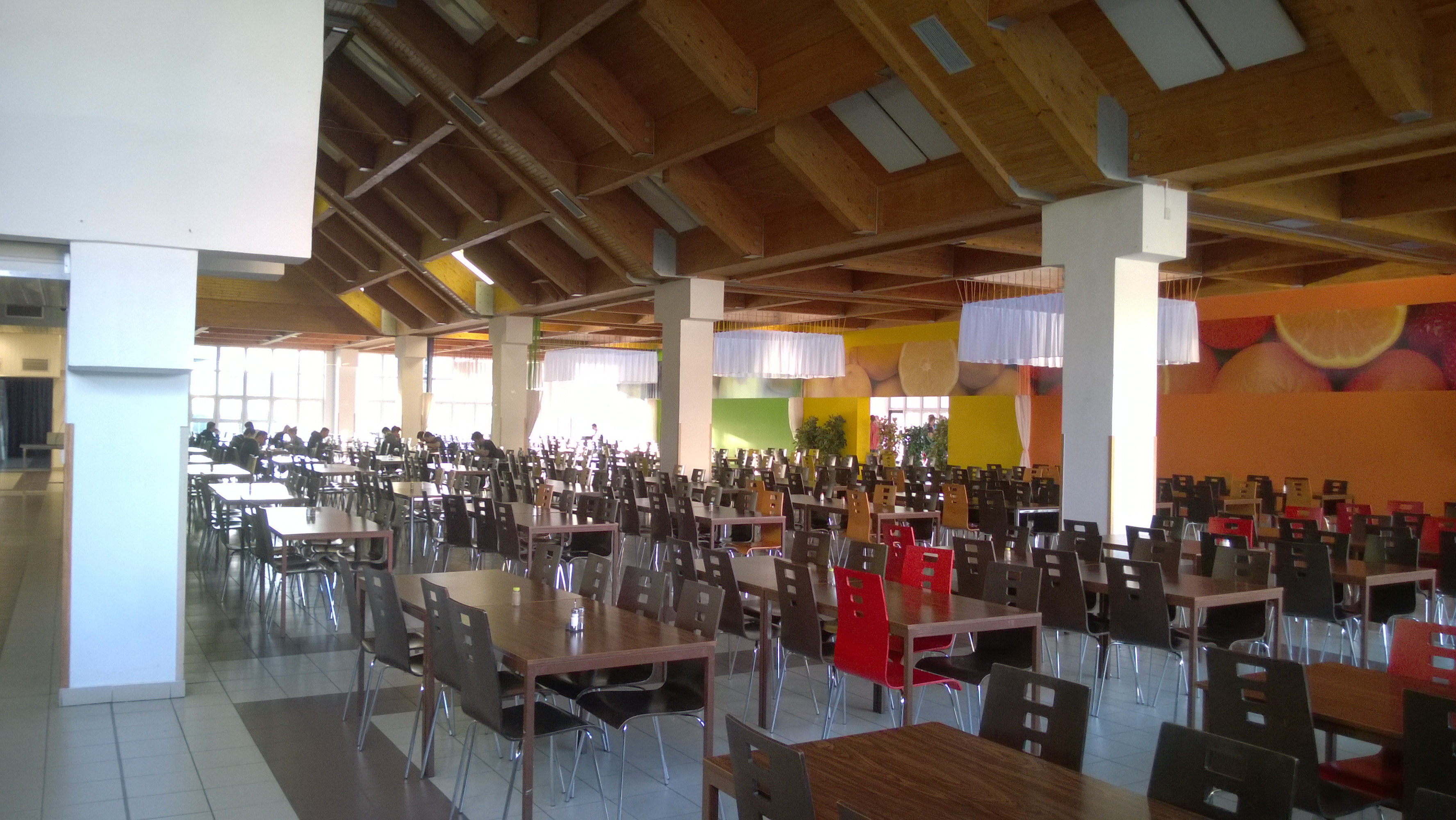
Prostory jídelny Nová menza
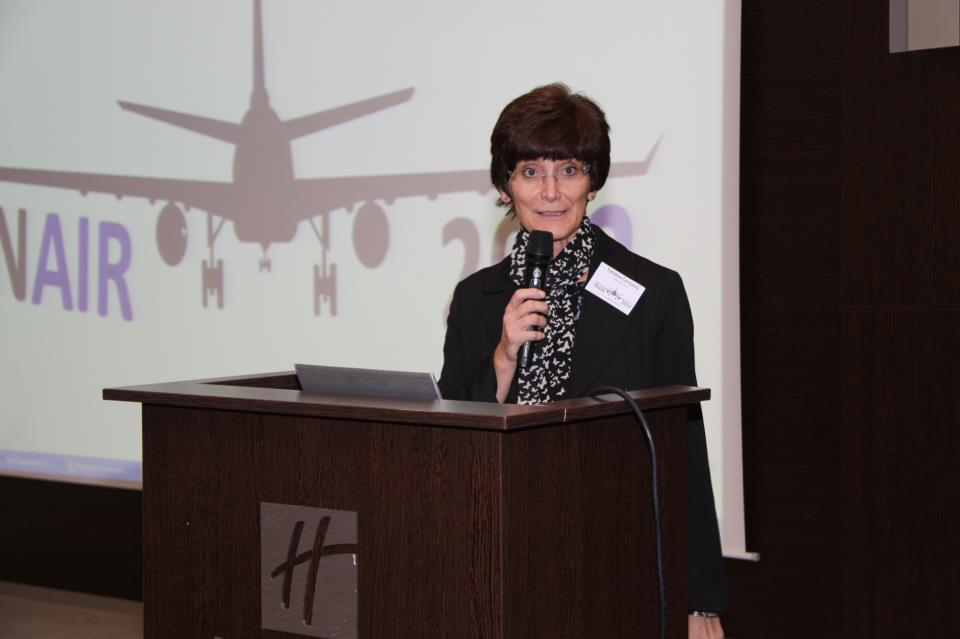
Rektorka vysoké školy prof. Ing. Tatiana Čorejová, PhD.
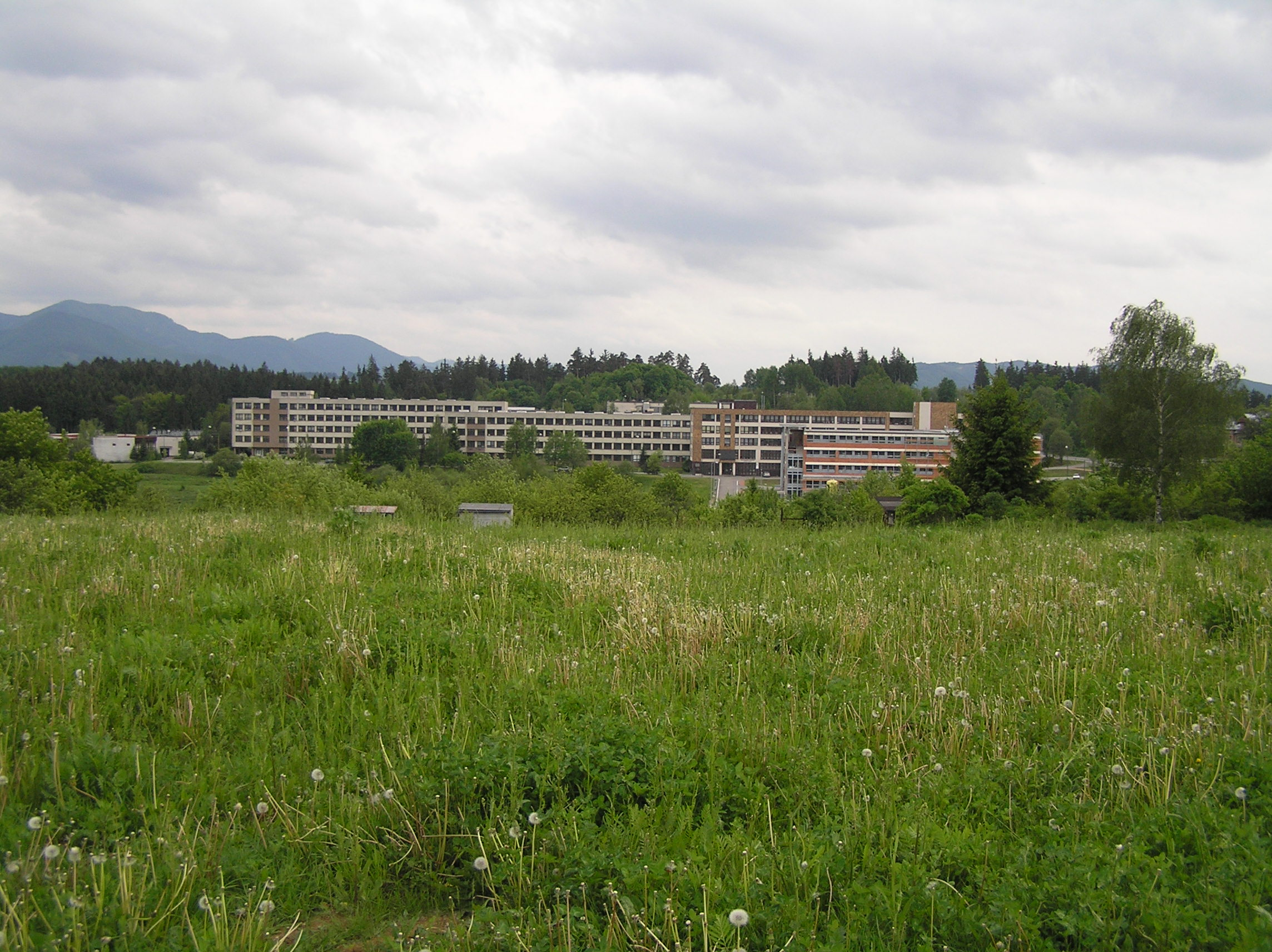
Kampus Žilinské univerzity
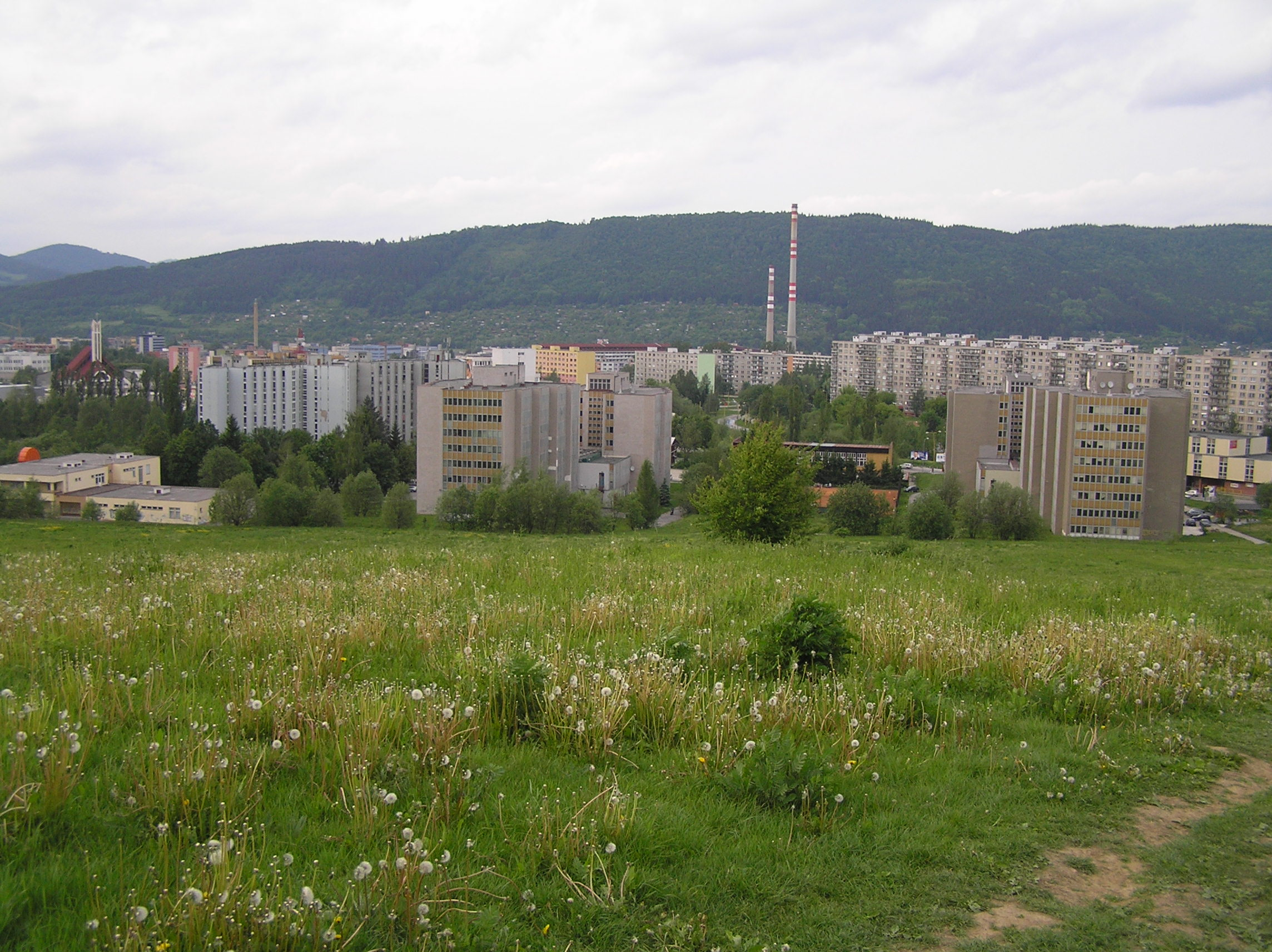
Internáty Veľký diel
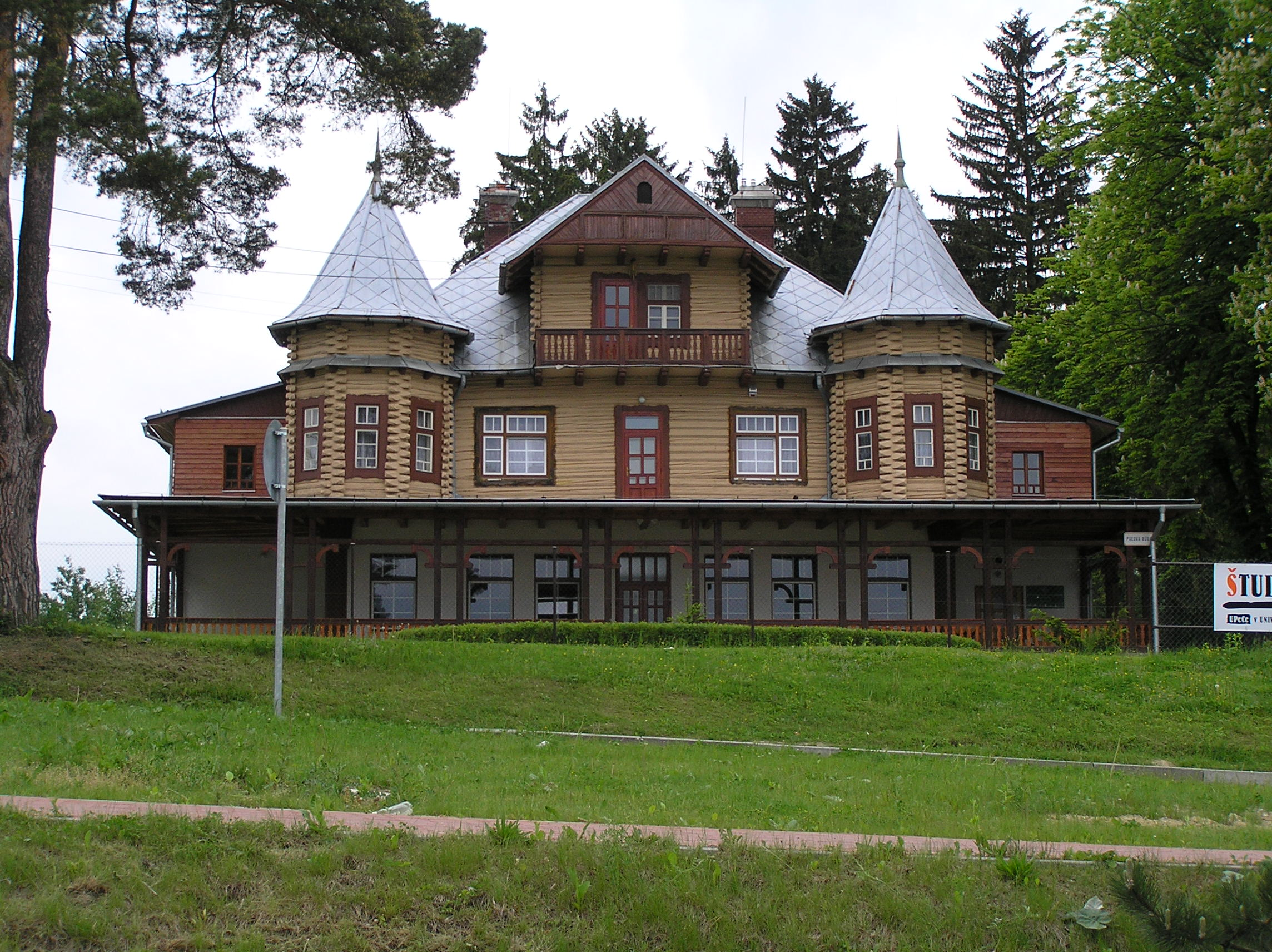
Univerzitní pastorační centrum Paľova búda
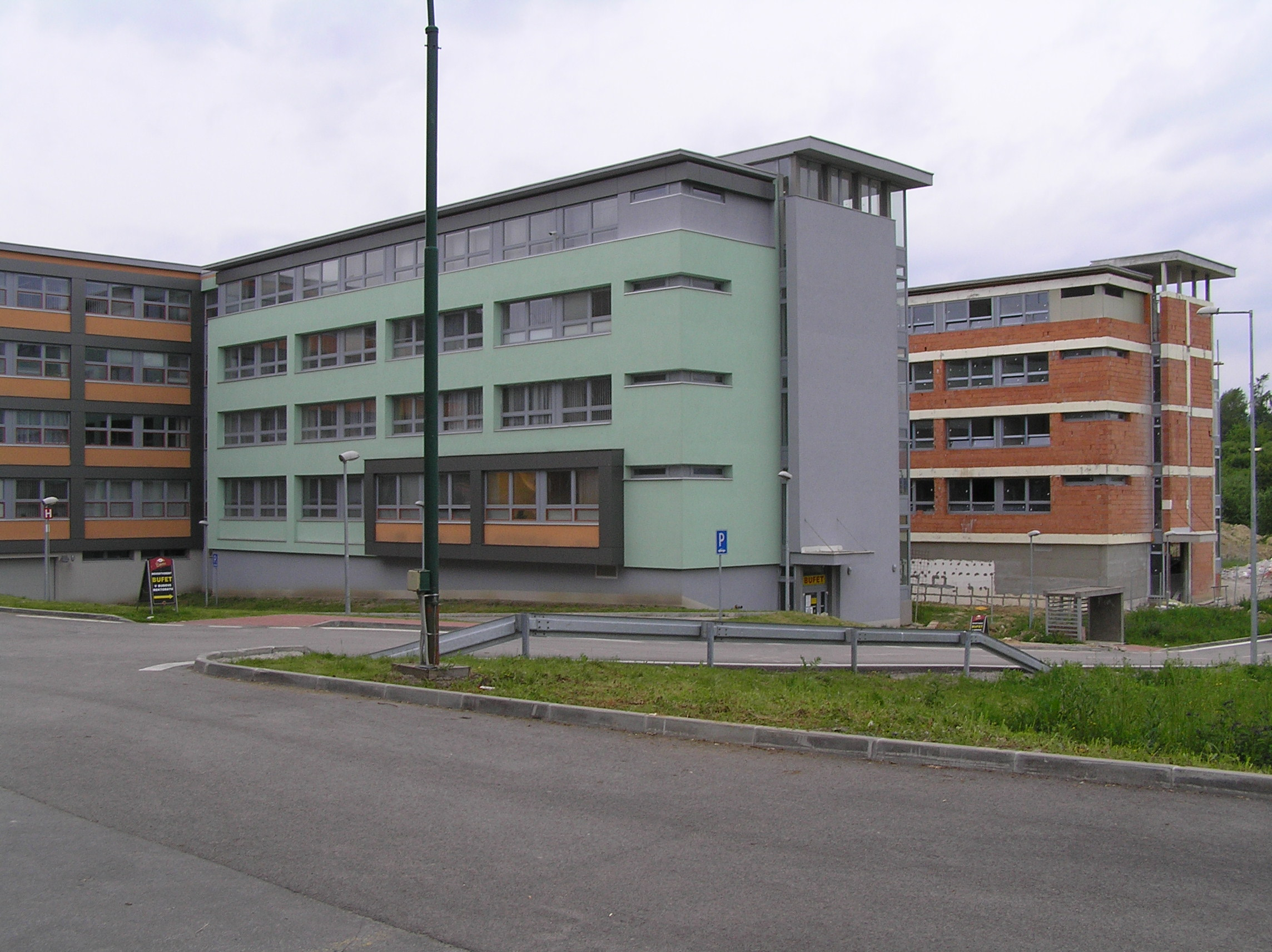
Nová budova stavební fakulty a fakulty humanitních věd ve výstavbě za rektorátem, 2006